# Gurkarpo Ri
Der Gurkarpo Ri befindet sich in einer Bergkette im Zentral-Himalaya südöstlich des Flusstals des Langtang Khola an der Grenze zwischen der nepalesischen Verwaltungszone Bagmati und dem autonomen Gebiet Tibet (China).
Der 6889 m hohe Berg liegt im äußersten Osten des Langtang-Nationalparks. Ein Berggrat führt nach Südosten zum 6979 m hohen Loenpo Gang. Im Süden verläuft der Langshisagletscher nach Westen. Entlang der Nordostflanke des Gurkarpo Ri strömt der Nyanang-Phu-Gletscher in südöstlicher Richtung.

## Besteigungsgeschichte
Im Dezember 1993 versuchte eine südkoreanische Expedition die Besteigung des Gurkarpo Ri über den Südwestgrat.
Die Erstbesteigung gelang schließlich im Jahr 2007 einer französischen Bergsteigergruppe unter der Führung von Paulo Grobel. Am 1. November erreichte Paulo Grobel gemeinsam mit Pierre-Oliver Dupuy, Marc Kia und Jean Francois Males den Gipfel – ebenfalls über den Südwestgrat.